# Рінго Старр
Рі́нго Старр MBE (також Ринґо) (англ. Ringo Starr, справжнє ім'я: Річард Старкі, англ. Richard Starkey; нар. 7 липня 1940, Ліверпуль, Велика Британія) — британський ударник, співак, композитор, автор пісень, продюсер, актор, найбільш відомий як учасник гурту The Beatles. На його честь названо малу планету 4150 Старр.

## Музична кар'єра

### The Beatles
Музичну кар'єру розпочав Рінго Старр 1958 року перкусистом гурту Eddie Clayton Skiffle, 1960 року приєднався до популярної ліверпульської формації Rory Storm & The Hurricanes, у вересні 1962 року зайняв місця за ударними у легендарному гурті «Бітлз» (англ. The Beatles), де змінив Піта Беста.
Простий стиль гри Рінго виявився досконалою основою для мелодійної гри його партнерів. Дарма що у музичному плані перебував у тіні, його почуття гумору та безпретензійність не дозволили зовсім вже залишатись на задньому плані — і на кожному альбомі ансамблю обов'язково пропонувався твір з Рінго Старром у ролі вокаліста. Однією з найвідоміших із них є пісня 1966 року — «Yellow Submarine».
Кіноакторський успіх, здобутий фільмами «A Hard Day's Night» та «Help!» спонукав Рінго продовжити кар'єру у кіно, наслідком чого стали комедійні ролі у стрічках «Candy» (1968, режисер Крістіен Марквенд) та «The Magic Christian» (1969, режисер Джозеф Макграт).

### Соло
Власну сольну музичну кар'єру Рінго Старр розпочав до розпаду «Бітлз» альбомом Sentimental Journey, який присвятив матері, — та на якому запропонував підбірку стандартів розважальної музики в обробці Квінсі Джонса, Леса Ріда, Каунта Бейсі, Джорджа Мартіна та Пола Маккартні.
Наступний диск Старра Beaucoups of Blues презентував різноманітні кантрі-хіти в аранжуванні американського гітариста Літа Дрейка. Взагалі, цей альбом записувався в Америці у колисці кантрі-музики Нашвіллі за допомогою місцевих студійних музикантів та вокального гурту The Jordanaires, відомою співпрацею з Елвісом Преслі.
Побоювання Рінго, що його кар'єра після розпаду «Бітлз» швидко завершиться, не підтвердились: дебютний сингл Старра «It Don't Come Easy», написаний та записаний при підтримці Джорджа Гаррісона, злетів на вершину американського чарту, а продано його більш мільйон примірників. Продовженням співпраці з Гаррісоном стали композиції «Back Off Boogaloo» (друге місце у Британії) та «Photograph» (перше місце в США). На альбомі 1973 року «Ringo», куди ввійшла остання з цих композицій, можна було почути також твори авторства колишніх «Beatles». Підкріплений оригінальними композиціями та класикою рок-н-ролу, цей альбом незабаром здобув статус «платинової платівки» — і вважавсь одним із найкращих сольних лонгплеїв ексбітлів. 1974 року на вершину американського чарту злетіла композиція «You're Sixteen», але попри подальші успіхи, здобуті творами «Oh My My», «Snookeroo» (авторства Елтона Джона та Берні Топіна) та «Only You», сольна кар'єра Рінго Старра багато втратила, якщо порівняти з її початком. Наприклад, після добре сприйнятої ролі у фільмі «That'll Be The Day» (1973, режисер Клод Вотем) у кінодоробку Старра з'явилась роль у слабкій комедії «Caveman» (1981, режисер Карл Готтліб), а альбоми Ringo The Fourth та Bad Boy вказували на те, що артист потрапив на музичне роздоріжжя.

### Занепад кар'єри
Записаний 1983 року альбом Old Wave було відбраковано як британськими так і американськими фонографічними фірмами, внаслідок чого він так і не потрапив на ці музичні ринки (його було видано лише у Німеччині та Канаді). У цей період Рінго боровся також з серйозними проблемами, пов'язаними зі здоров'ям, що з'явилися внаслідок алкоголізму. Однак Старру все ж вдалося припасти до душі молодої публіки, коли він виступив у ролі оповідача у дитячому серіалі «Thomas The Tank Engine».
На своє повернення до активного артистичного життя Рінго Старр звернув увагу участю у концерті, який було організовано на честь Карла Перкінса. Однак 1987 року праця під керівництвом американського продюсера Чіпса Момека над черговим альбомом була призупинена через алкогольні ексцеси Старра, що й стало безпосередньою причиною негайного лікування Рінго від алкогольної залежності. Проте курс лікування виявився настільки коротким, що вже незабаром Старр відновив музичну діяльність, очоливши гурт Ringo Starr & His All-Starr Band. 1989 року під час дуже вдалого американського турне поряд зі Старром у складі гурту виступали: Левон Гелм, Біллі Престон, Джо Волш та Доктор Джон. Згода цих зірок взяти участь у поверненні на музичну сцену Рінго Старра свідчить про те, якою шаною та визнанням він користується у музичному світі.
Сам Старр здобув нові вершини 1992 року, записавши новий альбом і провівши серію промоційних концертів. Перебування на вершині музичної кар'єри продовжилось і 1995 року, коли з'явився сингл The Beatles «Free As A Bird» та альбом Anthology Vol.1.
1998 року записав новий студійний альбом Vertical Man.

## Дискографія
- 1970: Sentimental Journey
- 1970: Beaucoups Of Blues
- 1973: Ringo
- 1974: Goodnight Vienna
- 1975: Blast From Your Past
- 1976: Ringo's Rotogravure
- 1977: Ringo The Fourth
- 1977: Scouse The Mouse (альбом з дитячими піснями у виконанні Старра та Адама Фейта)
- 1978: Bad Boy
- 1981: Stop & Smell The Roses
- 1983: Old Wave
- 1989: Starrstruck — Ringo's Best 1976—1983
- 1990: Ringo Starr & His All-Starr Band
- 1992: Time Takes Time
- 1993: Live From Montreux
- 1998: Vertical Man
- 2003: Ringo Rama
- 2005: Choose Love
- 2008: Liverpool 8
- 2010: Y Not
- 2012: Ringo 2012